# Taulumäki kyrka
Taulumäki kyrka är en evangelisk-luthersk kyrkobyggnad i stadsdelen Taulumäki i den finländska staden Jyväskylä. Kyrkan som är ett viktigt verk inom den finländska 20-talsklassicismen uppfördes 1929 efter ritningar av Elsi Borg. På samma plats stod redan 1885–1918 en kyrka som förstördes i en brand. I närheten finns idag en minnessten över den kyrkan.
I Taulumäki kyrka finns två altartavlor, varav den ena, Kristus med får, är målad av Jonas Heiska. Den andra som räddades från den tidigare kyrkan heter Petrus går över vattnet och är målad av Eero Järnefelt. Väggmålningarna är gjorda av Paavo Leinonen.
Trots att kyrkan byggdes på Jyväskylä stads område, var den ursprungligen Jyväskylä landsförsamlings kyrka. Efter att staden och landskommunen och även deras församlingar gick samman 2009, blev den huvudkyrka för den nygrundade Jyväskylä församling.